# جامعة دريك
جامعة دريك هي جامعة خاصة في دي موين، أيوا. تقدم برامج البكالوريوس والدراسات العليا، بما في ذلك البرامج المهنية في الأعمال والقانون والصيدلة. كلية الحقوق في الجامعة هي من بين 25 مدرسة في الولايات المتحدة.

## التاريخ

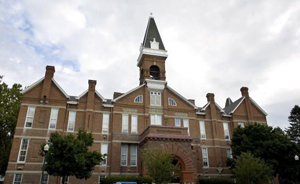

تأسست جامعة دريك في عام 1881 من قبل جورج ت. كاربنتر، مدرس وراعي، وفرانسيس دريك، جنرال الاتحاد خلال الحرب الأهلية. كان دريك في الأصل تابعًا للكنيسة المسيحية (تلاميذ المسيح)، على الرغم من عدم الاعتراف رسميًا بالانتماء الديني اليوم. عقدت الفصول الأولى في عام 1881، مع 77 طالبًا وتم تشييد مبنى واحد، منزل الطالب.
في عام 1883، تم الانتهاء من أول مبنى دائم، أولد ماين. يظل أولد ماين بارزًا في الحرم الجامعي، ومكاتب إدارة الإسكان، وقاعة ليفيت، وشيسلو أوديتوريوم، وكموقع للعديد من المناقشات الرئاسية في الولايات المتحدة، وغيرها من الأحداث. تأسست كلية الحقوق بالجامعة - وهي ثاني أقدم كلية قانون في الدولة الواقعة غرب نهر المسيسيبي، بعد كلية الحقوق بجامعة سانت لويس - في عام 1865 على يد تشيستر سي كول، الذي خدم في المحكمة العليا في أيوا من عام 1864 حتى عام 1876. التحق أول طلاب دوليين في الجامعة بالفصول في عام 1886، وكانوا مواطنين من الصين وبلاد فارس وأرمينيا واليابان. افتتحت أول مكتبة في الحرم الجامعي في 16 يونيو 1908. في عام 1920، بسبب أزمة السكن، سمحت الجامعة للأخويات الاجتماعية باستخدام شعارات الحروف اليونانية والانتساب إلى المكاتب الوطنية.
تعود كلية الحقوق في الجامعة، وهي واحدة من أقدم 25 كلية قانون في البلاد، إلى عام 1865. وهي عضو في ميثاق رابطة كليات الحقوق الأمريكية؛ تم اعتماده منذ عام 1923، عندما بدأ الاعتماد؛ وهي واحدة من 75 كلية حقوق معتمدة. كلية الحقوق بجامعة دريك هي موطن لجمعية القضاء الأمريكية. أرشيفات نقابة المحامين الوطنية، وهي أقدم وأكبر اتحاد وطني للمحامين والقضاة الذين يغلب عليهم الأمريكيون من أصل أفريقي؛ ومركز دريك للقانون الدستوري، وهو أحد برامج القانون الدستوري الأربعة التي أنشأها الكونجرس الأمريكي وتمولها الحكومة الفيدرالية.
في عام 1887، كانت كلية آيوا للصيدلة تابعة لجامعة دريك وعملت كواحدة من كليات الجامعة، حتى عام 1906، عندما تم إيقافها. كان الجامعة بدون مدرسة للصيدلة حتى عام 1939، عندما تم حل كلية دي موين للصيدلة، التي انفصلت عن جامعة دي موين في عام 1927، وأصبح موظفو الكلية ومرافقها جزءًا من جامعة دريك.
في عام 1931، تم افتتاح سكن النساء - وهو أول سكن طلابي داخل الحرم الجامعي تم بناؤه منذ تأسيس الجامعة. في عام 1937، تم كسر حجر الأساس في يوم بدء إنشاء مكتبة كاولز، التي أصبحت الآن مكتبة الجامعة الأساسية. في عام 1939، تم الانتهاء من مهجع جديد للرجال، والذي تضمن اتحادًا للطلاب، أطلق عليه اسم «بيت الكلب». في عام 1963، افتتحت قاعة كيرك ريسيدينس، ثم افتتحت قاعة هيرديث في عام 1965، وفتحت الباب لكلية الفنون الليبرالية ومدرسة الصحافة. خلال ذروة الاحتجاجات الطلابية في جميع أنحاء البلاد في عام 1970 - وبلغت ذروتها في الإضراب الطلابي عام 1970 - انفجرت قنبلة داخل قاعة هارفي إنغام. لم يصب أحد، لكن تحطمت النوافذ في ميريديث وفيتش وهريوت هولز المجاورة. تم تدمير إنغام، ولكن تم إصلاحه. تم افتتاح أكبر مبنى في الحرم الجامعي، وهو مركز هارمون للفنون الجميلة، في عام 1972. تم افتتاح مركز أولمستيد، مبنى اتحاد الطلاب في الجامعة، في عام 1974.
في 17 سبتمبر 1969، نشرت صحيفة دريك الطلابية، تايمز ديلفيك (The Times-Delphic)، ما يبدو أنه أول رواية موثقة لبولس هي خدعة ميتة. لم يتم إثبات أي مقالات منشورة قبل هذه المقالة حول الوفاة المفترضة لبول مكارتني، على الرغم من أن زميله مراسل الصحيفة والموسيقي دارتانيان براون، أحد مصادر المقال، ذكر أنه سمع عن خدعة من موسيقيين آخرين وقراءتها في البعض الصحف السرية.
في عام 1992، تم افتتاح مركز كناب كمقر لفريقي كرة السلة للرجال والسيدات وفريق الكرة الطائرة للسيدات. يحتوي على أربعة ملاعب لكرة المضرب، وخمسة ملاعب لكرة السلة والكرة الطائرة، ومضمار بطول 200 متر، ومركز تدريب الأثقال. استضاف المرفق الرئيس بيل كلينتون في عام 1996.
في سبتمبر 2010، أطلقت الجامعة حملة متميزة لدعم حملتها الناجحة لجمع الأموال بمبلغ 200 مليون دولار لتصبح «واحدة من أفضل مؤسسات التعليم العالي في البلاد.»
في عام 2013، أصبحت جامعة دريك موطنًا لمعهد هاركين للسياسة العامة ومشاركة المواطنين.

## أكاديميون
تتكون الجامعة من سبع كليات ومدارس:
- كلية الآداب والعلوم
- كلية الأعمال والإدارة العامة
- كلية جون دي برايت
- مدرسة التربية
- كلية الصحافة والاتصال الجماهيري
- مدرسة القانون
- كلية الصيدلة والعلوم الصحية

## الحياة الطلابية
تضم الجامعة أكثر من 160 منظمة طلابية، بما في ذلك العديد من الأخويات والجمعيات النسائية.
حقق برنامج مجلة كلية الصحافة والإعلام الجماهيري شهرة وطنية. وصف فريق مجلس اعتماد التعليم في الصحافة والاتصال الجماهيري (ACEJMC) الذي زار في عام 1999 برنامج مجلات دريك بأنه أقوى تسلسل جامعي في البلاد. في عام 2007، فازت مجلات الطلاب دريك THiNK و515 بعدة جوائز.

## ألعاب القوى

شعار الجامعة لألعاب القوى

يتنافس الطلاب الرياضيون في القسم الأول من الرابطة الوطنية لرياضة الجامعات في مؤتمر ميسوري فالي في جميع الألعاب الرياضية باستثناء كرة القدم وتنس الرجال وتجديف السيدات. في كرة القدم، تتنافس الجامعة في دوري كرة القدم الرائد FCS NCAA Division I. في التجديف النسائي، تتنافس في مؤتمر مترو أتلانتيك الرياضي. في تنس الرجال، تتنافس في دوري القمة.
- كرة السلة (رجال ونساء)
- كريو (سيدات)
- العدو الؤيفي (رجال ونساء)
- كرة القدم (رجال)
- الجولف (للرجال والسيدات)
- كرة القدم (رجال ونساء)
- الكرة اللينة (سيدات)
- التنس (رجال ونساء)
- سباقات المضمار والميدان (رجال ونساء)
- الكرة الطائرة (سيدات)

### التاريخ
في عام 1885، أصبحت لعبة البيسبول أول رياضة جامعية، تليها كرة القدم وألعاب المضمار.
في عام 1904، نظمت الجامعة فريقًا لكرة السلة للسيدات، لكن ماري كاربنتر، أول عميدة للمرأة، حظرت الفريق باعتباره «غير مناسب» للنساء. 
أيضًا في عام 1904، تلقت الفرق الرياضية لقب بولدوجز من كاتب رياضي لاحظ أن جون إل.جريفث، الذي درب كل رياضة، كان يجلب كلبه كلب بولدوج إلى ملاعب التدريب.
في 11 أكتوبر 1905، افتتح ملعب هاسكينز، أول ملعب لكرة القدم للجامعة، بخسارة 17-0 أمام ولاية أيوا. 
في عام 1928، استمر تاريخ كرة القدم للجامعة عندما هزمت الجامعة كلية سيمبسون 41-6 في ما يعتقد أنه أول مباراة كرة قدم ليلية غرب نهر المسيسيبي. ربما كان الحادث الأكثر شهرة  في تاريخ كرة القدم تُعرف باسم حادثة جوني برايت، حيث أثبتت الصور الحائزة على جائزة بوليتسر في سجل دي موين هجومًا متعمدًا على لاعب الوسط الأمريكي من أصل أفريقي من قبل لاعبي كرة القدم في أوكلاهوما إيه آند إم (أصبحت أوكلاهوما إيه آند إم ولاية أوكلاهوما في عام 1957).
في عام 1969، وصل فريق دريك لكرة السلة للرجال إلى النهائي الرابع من بطولة NCAA. نجا فريق كرة السلة للرجال المصنف على أعلى مستوى ونجمه الكبير كريم عبد الجبار الذي يبلغ طوله 7 أقدام بالكاد من مفاجأة في الدور قبل النهائي على المستوى الوطني، 85-82. 
في عام 1973، بعد ما يقرب من 70 عامًا من حظر فريق كرة السلة النسائي الأصلي، أنشأت الجامعة قسمًا لألعاب القوى النسائية بين الكليات. 
في عام 1981، تم اختيار لويس لويد، ثاني أفضل هدافي الأمة في دوري كرة السلة للرجال في القسم الأول، للفريق الأول في كل أمريكا. صاغه فريق هيوستن روكتس، واصل لويد مسيرته المهنية لمدة ثماني سنوات في الدوري الاميركي للمحترفين.
في عام 1982، العام الأول لبطولة كرة السلة للسيدات الرابطة الوطنية لرياضة الجامعات، جاءت جامعة دريك على بعد خطوة واحدة من فاينل فور. 

### مرحلات دريك
بدأ الحدث الأكثر شهرة للجامعة، مرحلات دريك (بالإنجليزية: Drake Relays)‏، في عام 1910 في عاصفة ثلجية مع أقل من 100 مشارك. في عام 1935، وضع جيسي أوينز رقمًا قياسيًا أمريكيًا للقفز العريض (26 قدمًا 1-3 / 4 بوصات) في مرحلات دري. اليوم، تجتذب مرحلات دري الرياضيين من جميع أنحاء العالم، بما في ذلك الأولمبيون. من الشائع أن ترى مشاركي المرحلات يتنافسون في الألعاب الأولمبية الصيفية والعكس صحيح. يبدأ الطلاب التبديلات في التقليد السنوي لرسم الشوارع، حيث تقوم المنظمات الطلابية بتزيين مناطق شارع كاربنتر بالقرب من وسط الحرم الجامعي بألوان زاهية تحت موضوع مشترك.

## روابط خارجية
- موقع ويب دريك لألعاب القوى
- موقع صحيفة دريك الطلابية The Times-Delphic